# Tofta, Adelsö

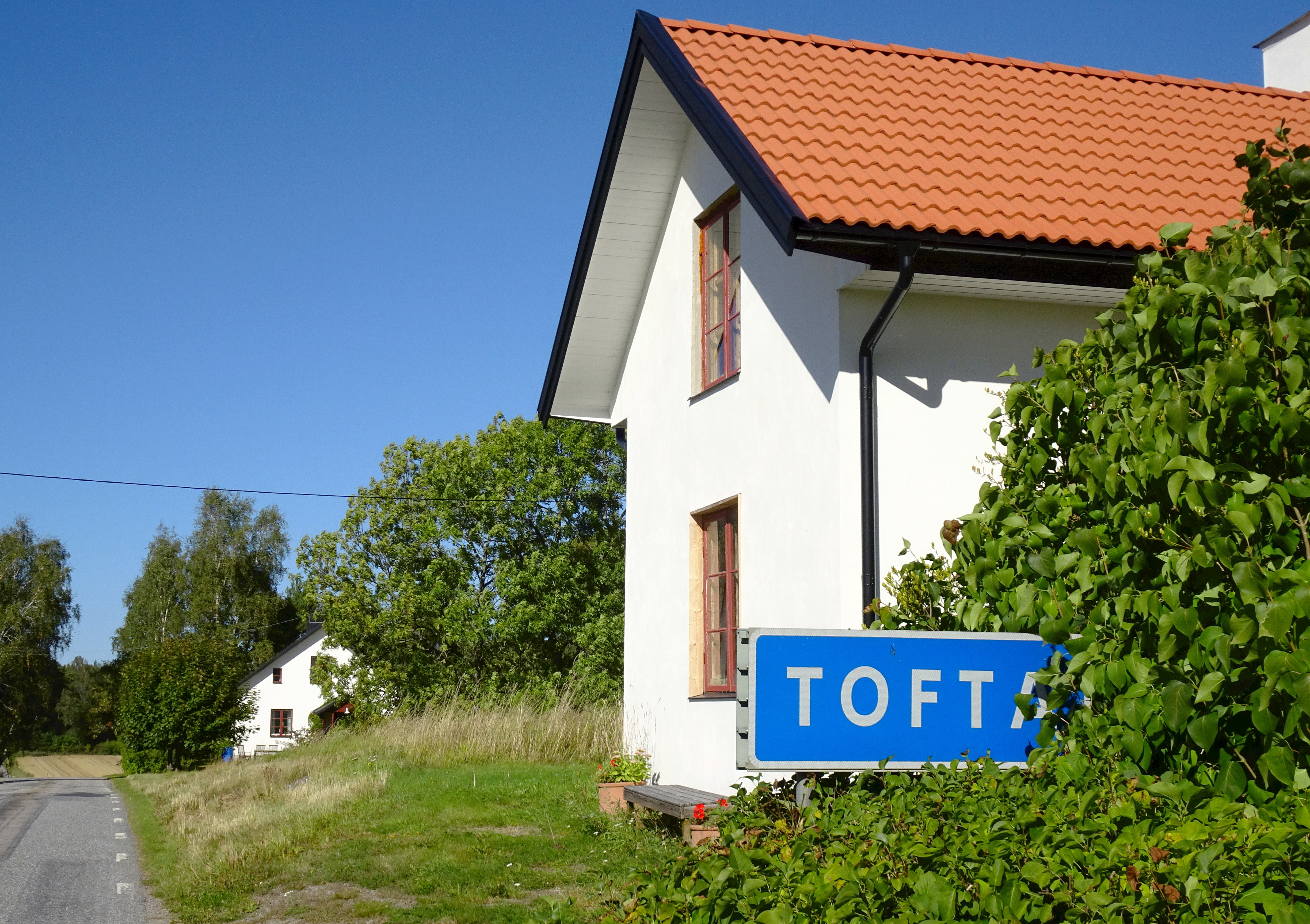
Ortskylt vid Adelsö ringväg, 2016.

Tofta är en herrgård och mindre ort belägen på den nordvästra delen av Adelsön i Ekerö kommun.

## Historik

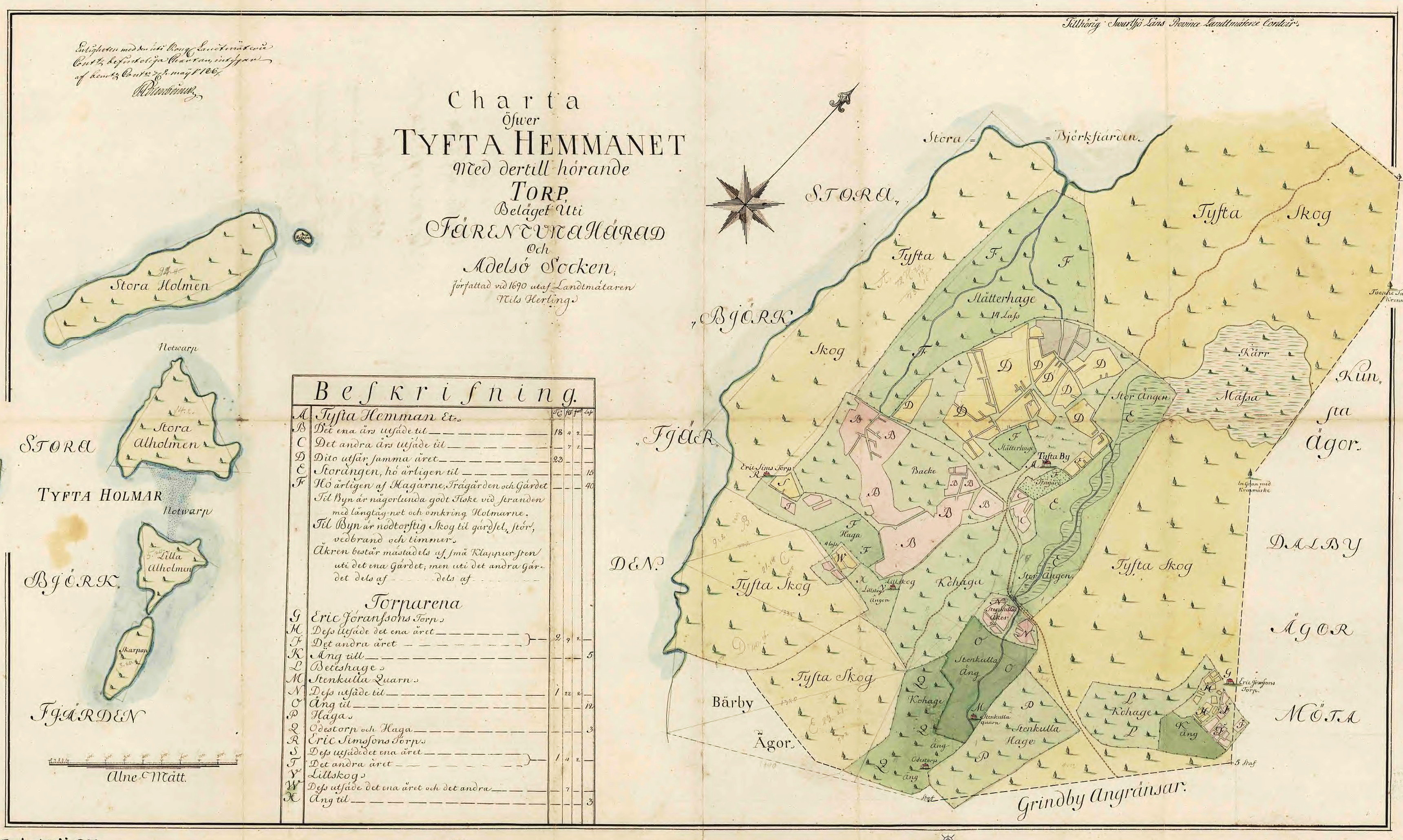
Karta över Toftas ägor, 1690.

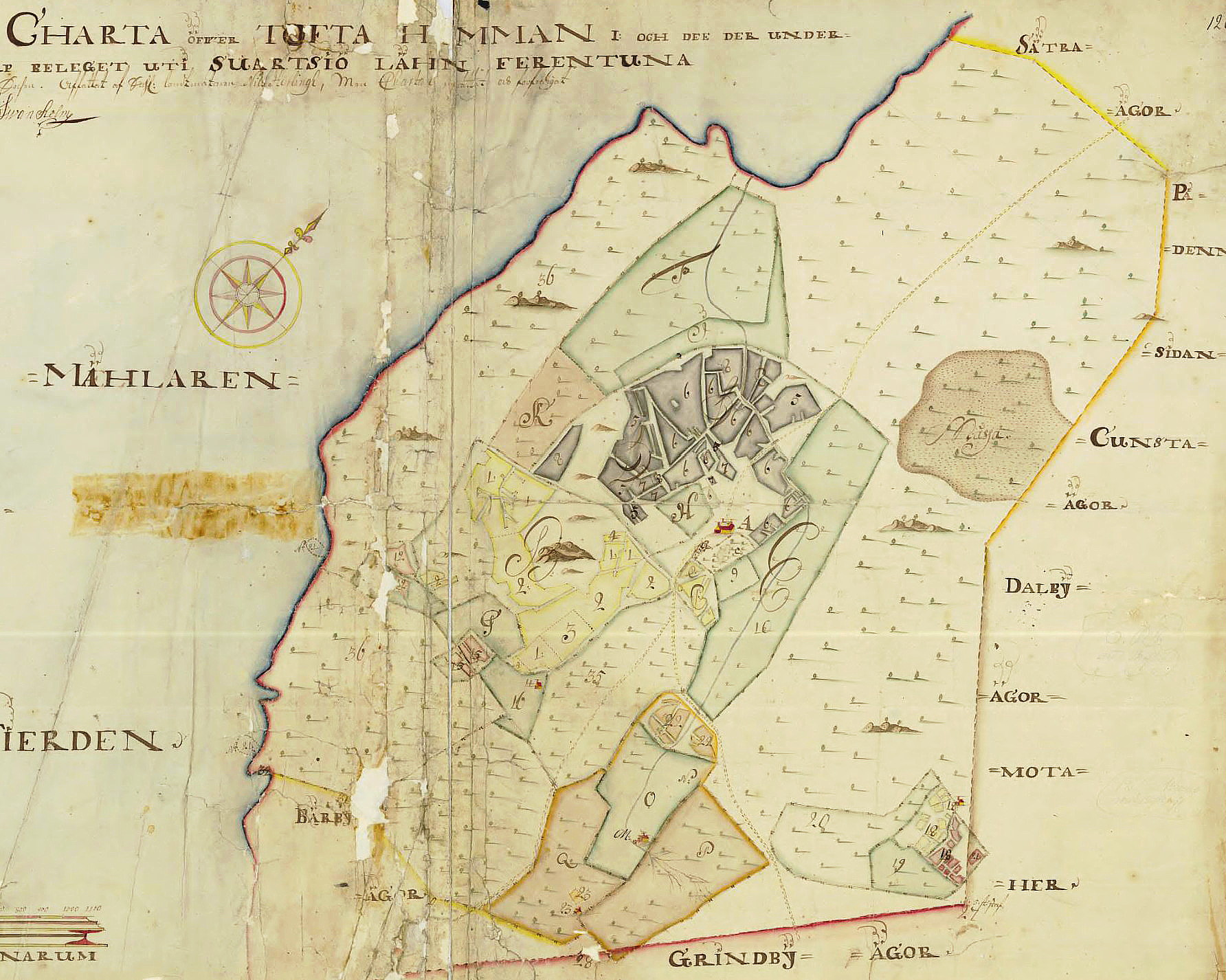
Karta över Toftas ägor, 1708.

Platsen har varit bebodd redan under järnåldern. Vid Tofta gård finns två gravfält med sammanlagt cirka 140 synliga anläggningar. 1926 undersöktes fyra gravar av arkeologen Hanna Rydh och gravarna daterades till sen vikingatid.
Tofta nämns för första gången i en urkund från år 1297 som de curia in thiufta sita då gården ägdes av riksrådet Sigmund Keldorsson (tre klöverblad). Han fick gården i gåva av kung Valdemar Birgersson. Åren 1358–1405 kan Tofta beläggas som sätesgård för Sigmunds dotterson Karl Ulfsson (Sparre av Tofta) som bland annat var marsk under kung Albrekt av Mecklenburg. Därefter ägdes gården omväxlande av släkterna Bonde och Sture. Karl Knutsson (Bonde) skrev sig till Tofta 1441. Vid den tiden hörde även Sättra till Tofta. Dorotea Knutsdotter (Banér) övertog egendomen 1518. År 1526 följde Sättra med Tofta till Gustav Vasas arv och eget.
År 1640 förlänades Tofta till sekreteraren Johan Meyer vars änka Kerstin fick säterifrihet för gården, men förlorade den vid reduktionen på 1680-talet då Tofta drogs in till kronan. I slutet av 1600-talet och början av 1700-talet sträckte sig Toftas ägor från Sättras ägor i norr, till Grindbys ägor i söder samt från Kunstas egendom i öster till Björkfjärden i väster. I Björkfjärden ingick även några mindre öar som Stora och Lilla Alholmen. Under Tofta låg några torp som Erik Johanssons torp, Eric Simssons torp, Stenkulla kvarn, Ödestorp och Lillskog. På 1700-talet var Tofta utarrenderat.
År 1810 såldes Tofta till kapten Gustaf af Klint som sju år tidigare även hade förvärvat den söder om Tofta belägna Hanmora herrgård. Tofta stannade sedan i af Klints släkt fram till 1948 då den såldes till Stockholms stad och marken brukades av en arrendator. Dessförinnan 1945 hade familjen af Klint sålt ögruppen Tofta Holmar som ingick i fastigheten, till en byggmästare som styckade av ögruppen för fritidsboende. Stockholms stad hade planer på att stycka av en del av marken på Tofta gård för sommarstugor, men det fullföljdes aldrig. År 2008 sålde Stockholms stad gården på den öppna marknaden för 29 miljoner kronor.

## Bebyggelsen
Toftas gårdsbebyggelse ligger på båda sidor av landsvägen (nuvarande Adelsö ringväg). Huvudbyggnaden står väster om landsvägen. Den är enkel och anspråkslös och härrör från 1850-talet. Huset är timrat och vitputsat samt har en sexdelad plan. Söder om huvudbyggnaden finns en flygel, även den är av trä och vitputsad. Ekonomibyggnaderna härrör huvudsakligen från början av 1900-talet.
Till gården hör även ett äldre knuttimrat magasin. Arbetarbostäderna Norrgård, Södergård och Annexet (tjänstebostaden) är bevarade och restaurerade av nuvarande ägare Menhammar Stuteri. Norrgård och Södergård är putsade stenhus inrymmande vardera tre lägenheter om ett rum och kök. Tjänstebostaden Annexet består av två bostäder bestående av fyra rum och kök vardera. Enligt ortstraditionen är Täppan den gamla prästgårdens manbyggnad som flyttades hit någon gång före 1850 och ägs av annan privat ägare. Vid Tofta finns en busshållplats för "vinkbussen" 312 som går till Brommaplan.
Södergården finns ej med på bild.

## Bilder

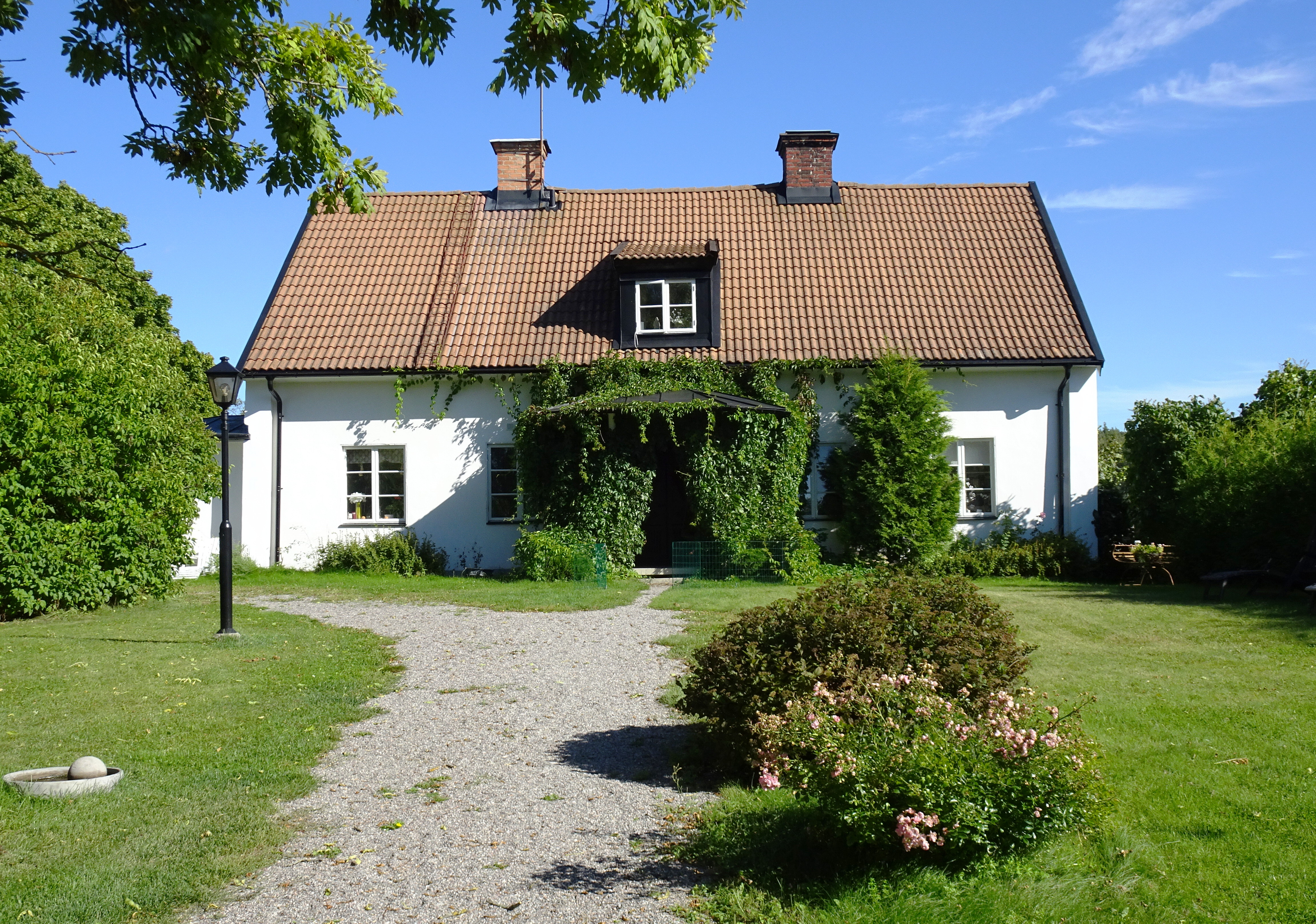
Tofta gård, huvudbyggnad
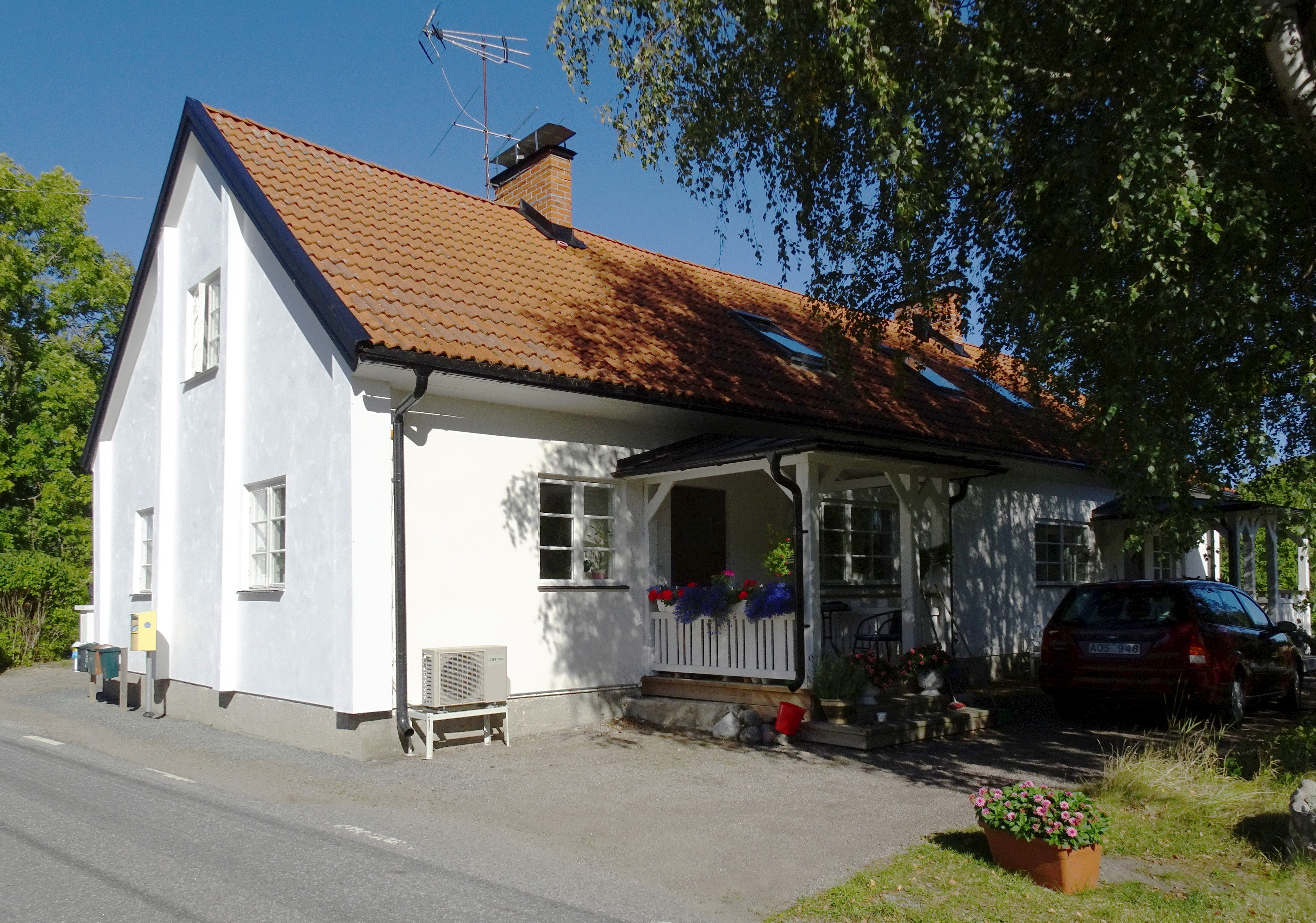
Tjänstebostaden, Annex
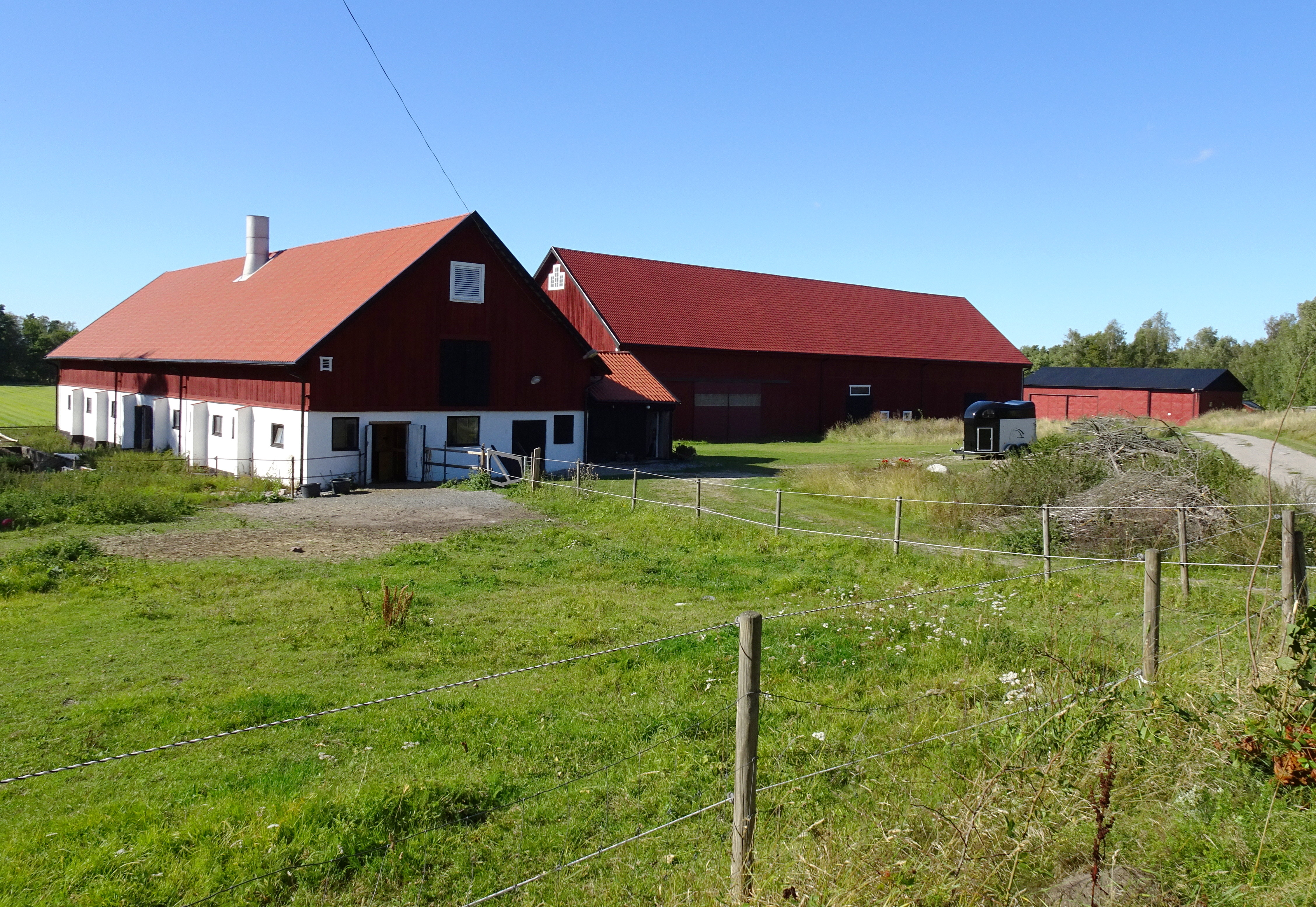
Ekonomibyggnader
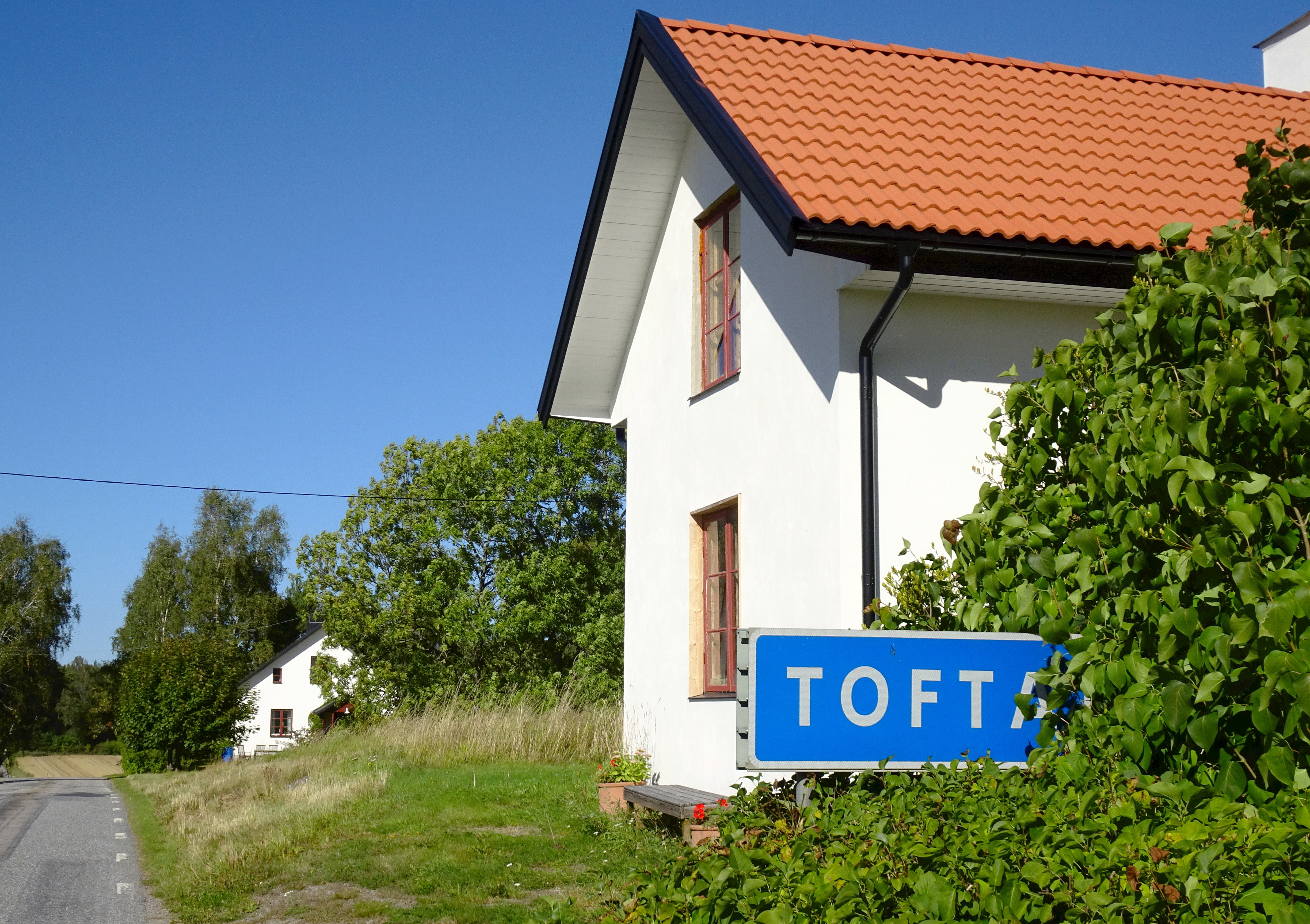
Tvättstugan Annex
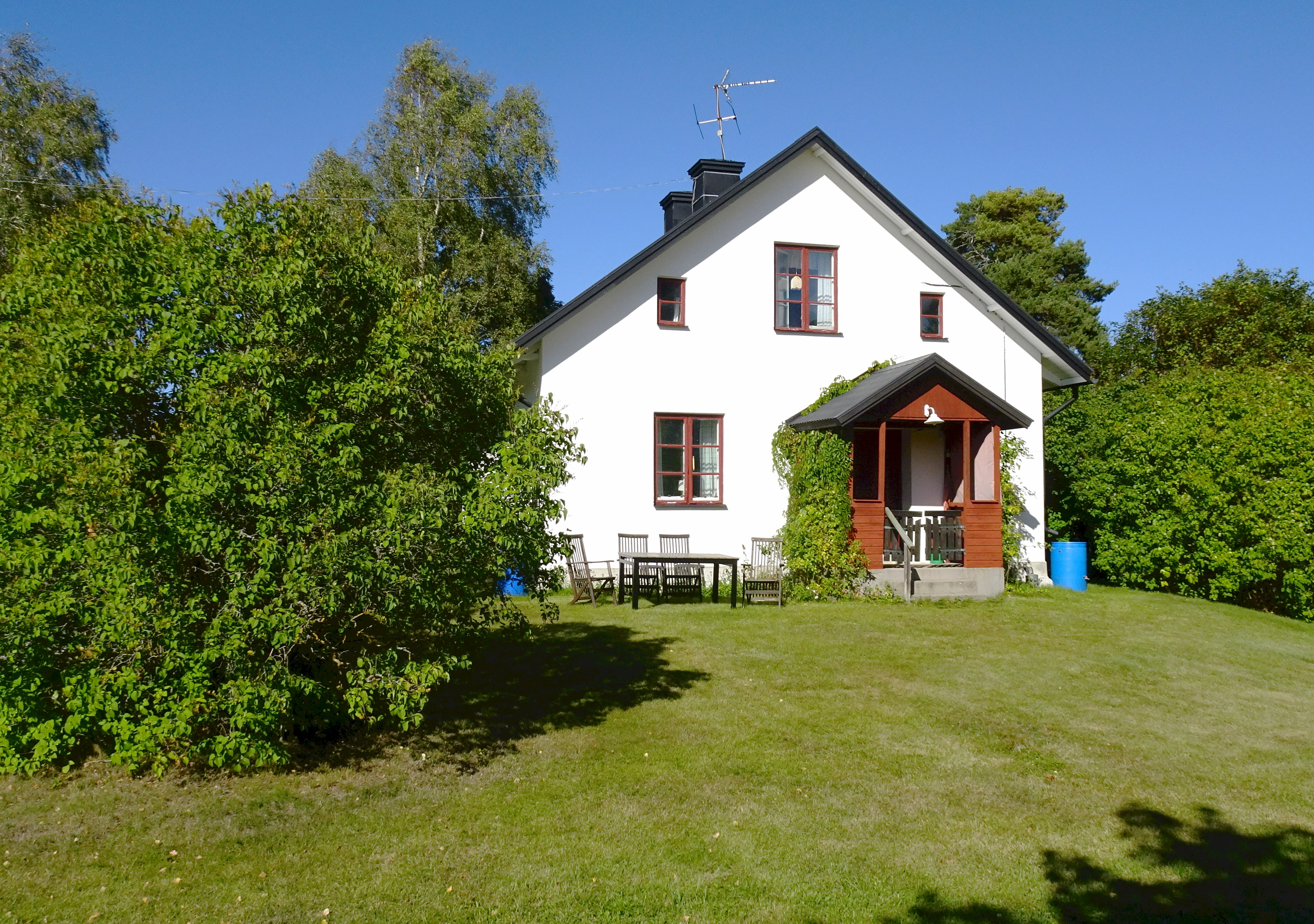
Norrgården
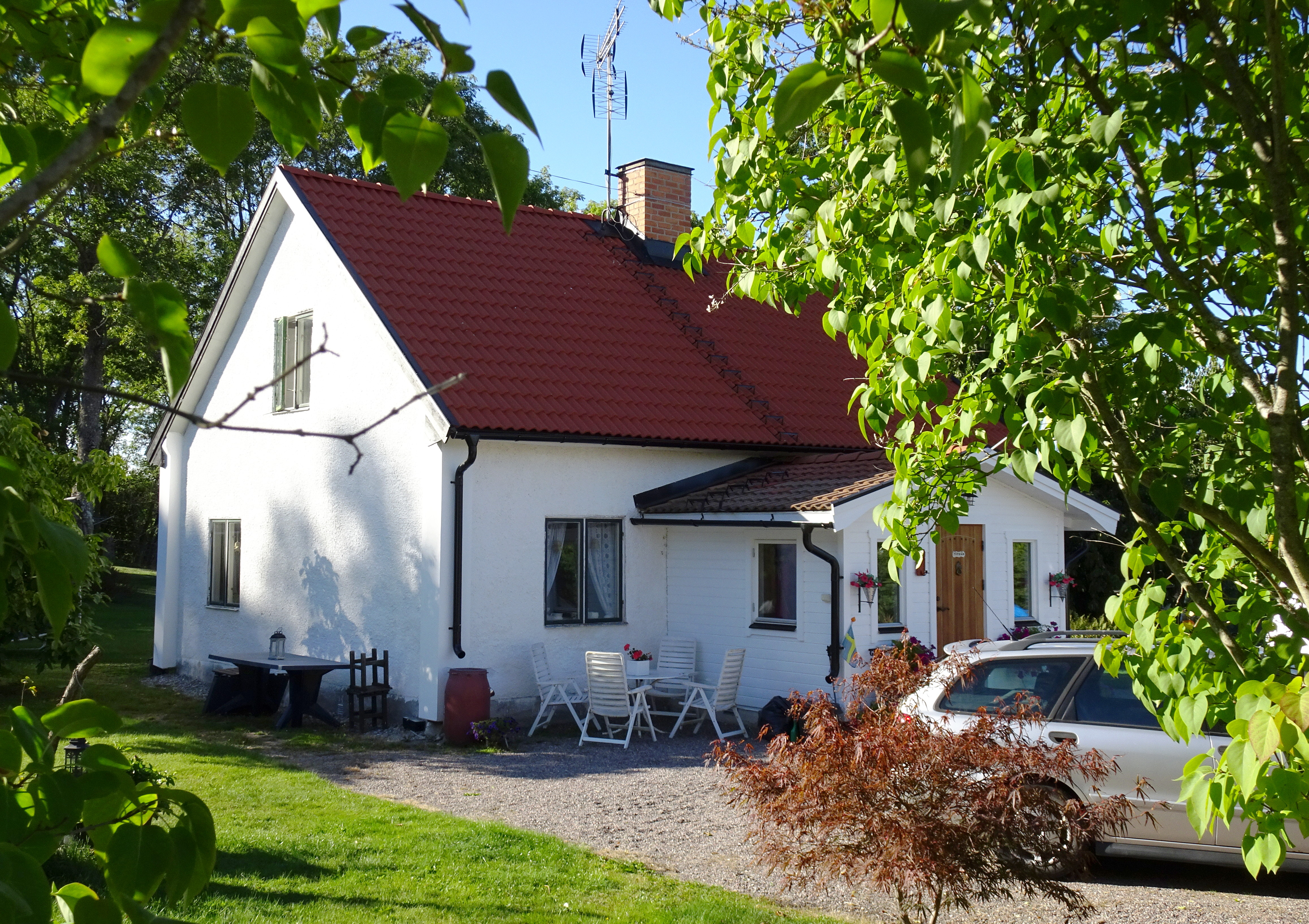
Täppan (ägs av annan privat ägare.)